# 앨런 그린스펀
앨런 그린스펀(영어: Alan Greenspan, KBE, 문화어: 알란 그린스팬, 1926년 3월 6일~)은 미국의 경제학자이자 경제 관료이다. 1987년부터 2006년까지 미국 연방준비제도 이사회 의장을 역임하였다.

## 생애

### 어린 시절
앨런 그린스펀은 1926년 3월 6일 뉴욕시 워싱턴 하이츠 지역에서 태어났다. 앨런의 아버지 헤르베르트 그린스펀은 루마니아 유대인 혈통이었고, 어머니 로즈 골드스미스는 헝가리 유대인 혈통이었다. 부모님이 이혼한 후 앨런은 러시아에서 태어난 외조부모 가정에서 어머니와 함께 자랐는데, 앨런의 아버지는 뉴욕에서 증권 중개인과 컨설턴트로 일했다.

### 학창 시절
앨런은 1940년부터 1943년 6월 졸업할 때까지 조지 워싱턴 고등학교에 다녔다. 반 친구 중 한 명인 존 케메니는 스탠 게츠와 함께 클라리넷과 색소폰을 연주했다. 앨런는 1943년부터 1944년까지 줄리아드 학교에서 클라리넷을 더 공부했다. 우디 허먼 밴드의 밴드 동료 중에는 리처드 닉슨의 특별 고문인 레너드 가먼트도 있었다.
1945년 앨런은 뉴욕 대학교의 스턴 경영대학원에 입학하여 1948년에 경제학 학사 학위를, 1950년에 경제학 석사 학위를 받았다. 컬럼비아 대학교에서 앨런은 아서 번스 밑에서 고급 경제학을 공부했지만, 타운센드-그린스펀 앤 컴퍼니에서 증가하는 노동 수요 때문에 철회했다. 1977년 앨런 은 뉴욕 대학교에서 경제학 박사 학위를 취득했다. 앨런의 논문은 1987년 앨런이 연방준비제도이사회 의장이 되면서 삭제된 이후 대학에서 구할 수 없었는데, 이후 2008년 4월, Barron's는 사본을 입수하여 "주택 가격 급등과 소비자 지출에 미치는 영향에 대한 논의; 심지어 주택 거품이 터질 것으로 예상된다"고 언급했다.

### 교육 시절
현재는 그의 회사를 통해 연설, 컨설팅 활동을 하고 있다. 2002년 영국 명예 KBE훈장(외국인대상 명예훈장)을 받았다.
로널드 레이건 대통령에 의해 처음 이사회 의장으로 발탁된 그린스펀은 이후 조지 H.W. 부시, 빌 클린턴, 조지 W. 부시 대통령에 의해 연임되었다. 그의 자리는 2006년 1월 31일, 벤 버냉키에게 넘어왔다. 그가 의장을 역임하는 동안 발생했던 검은 월요일 주식시장 붕괴와, 닷컴 버블 붕괴에 대한 그의 대처는 크게 칭송받는다.

## 약력

### 학력
- 1926년 미국 뉴욕에서 출생
- 1948년 뉴욕대학교 경제학과 졸업
- 1977년 뉴욕대학교 경제학 박사

### 경력
- 1954년 타운젠트 그린스펀社 설립
- 1968년 미 닉슨 대통령 경제자문관
- 1974~1977년 미 대통령 경제자문위원회 의장
- 1981~1983년 미 사회보장개혁위원회 의장
- 1987년 미 연방준비제도이사회 의장 취임, 이후 3연임
- 1997년 미 NBC방송국 기자 안드레아 미첼(Andrea Mitchell)과 결혼

## 개인 생활
그린스펀은 두번 결혼했다. 그의 1번째 결혼은 1952년 10월 캐나다 예술가 조안 미첼과 결혼했으며, 10개월 후 결혼은 무효화되었다. 그는 1970년대 후반에 뉴스우먼 바바라 월터스와 사귀었는데 1984년 12월, 그린스펀은 저널리스트 안드레아 미첼과 사귀기 시작했다. 당시 그린스펀은 58세, 미첼은 38세였는다. 1997년 4월, 두 사람은 루스 베이더 긴즈버그 대법관과 결혼했다.
미국의 최상류층이다. 지위도 최상류층에 해당하며 재산 역시 2020년 기준 5천억원에 달한다.

## 명예
- 1998년 벤자민 프랭클린 메달
- 2000년 레지옹 도뇌르 훈장
- 2002년 대영 제국 훈장
- 2005년 대통령 자유 훈장

## 대표작
- 《1993년 통화 정책 목표》: 연방준비제도이사회 중간 검토 (1993)
- 《윌리엄 테일러 추모 강연 3》: 글로벌 리스크 관리 (1996)
- 《그린스펀 의장의 발언》: 세상을 뒤흔들 수 있는 남자의 말 (2000)
- 격동의 시대: 새로운 세계에서의 모험 (2007)
- 금융 및 경제 토론 시리즈: 주택에서 추출한 자본의 출처 및 용도 (2013)
- 금융 및 경제 토론 시리즈: 1~4인 주택의 주택 모* 기지 발생, 상환 및 부채 추정치(2013)
- 지도와 영토: 위험, 인간 본성, 예측의 미래 (2013)
- 지도와 영역 2.0: 위험, 인간 본성, 예측의 미래 (2014)
- 금융 및 경제 토론 시리즈: 자동차 주식, 폐차 및 판매 (2015)
- 《미국 자본주의의 역사(Capitalism in America)》(2018) 2018 <FT> 맥킨지 선정 비즈니스 북 Shortlists

## 같이 보기
- 페드스피크